# Estación de ferrocarril de Shenzhen Norte
La estación de Shenzhenbei (Shenzhen Norte) (en chino, 深圳北站; pinyin, Shēnzhèn Běi Zhàn; jyutping, sam1 zan3 bak1 zaam6) es una de las cuatro grandes estaciones de ferrocarril de Shenzhen, ubicada en el distrito de Longhua. Cuenta con 11 plataformas y 20 líneas. Es una estación de intercambio entre el enlace ferroviario expreso Guangzhou–Shenzhen–Hong Kong, el ferrocarril de alta velocidad Hangzhou–Fuzhou–Shenzhen, el futuro ferrocarril de alta velocidad Shenzhen–Zhanjiang y las líneas 4, 5 y 6 del metro de Shenzhen.
La construcción comenzó en 2007 y se completó en junio de 2011. Las plataformas de la línea 4 se abrieron el 16 de junio de 2011, las plataformas de la línea 5 se abrieron el 28 de junio de 2011 y las plataformas CRH se abrieron el 26 de diciembre de 2011. En el futuro, también servirá a la línea 6 del Metro de Shenzhen, que se encuentra actualmente en construcción.
Los trenes de alta velocidad van desde la estación de trenes Shenzhen Norte hasta la estación de trenes Beijing Oeste, Xiamen y Guangzhou.